# Prager Senioren-Convents-Verband
Der Hohe Prager Senioren-Convents-Verband (HPSCV) war ein Verband deutscher Studentenverbindungen in der Tschechoslowakei. Gegründet wurde er 1934 von vier Corps, die 1933 aus dem Kösener Senioren-Convents-Verband ausgeschieden waren. Der Sitz war Prag und Brünn.

## Geschichte

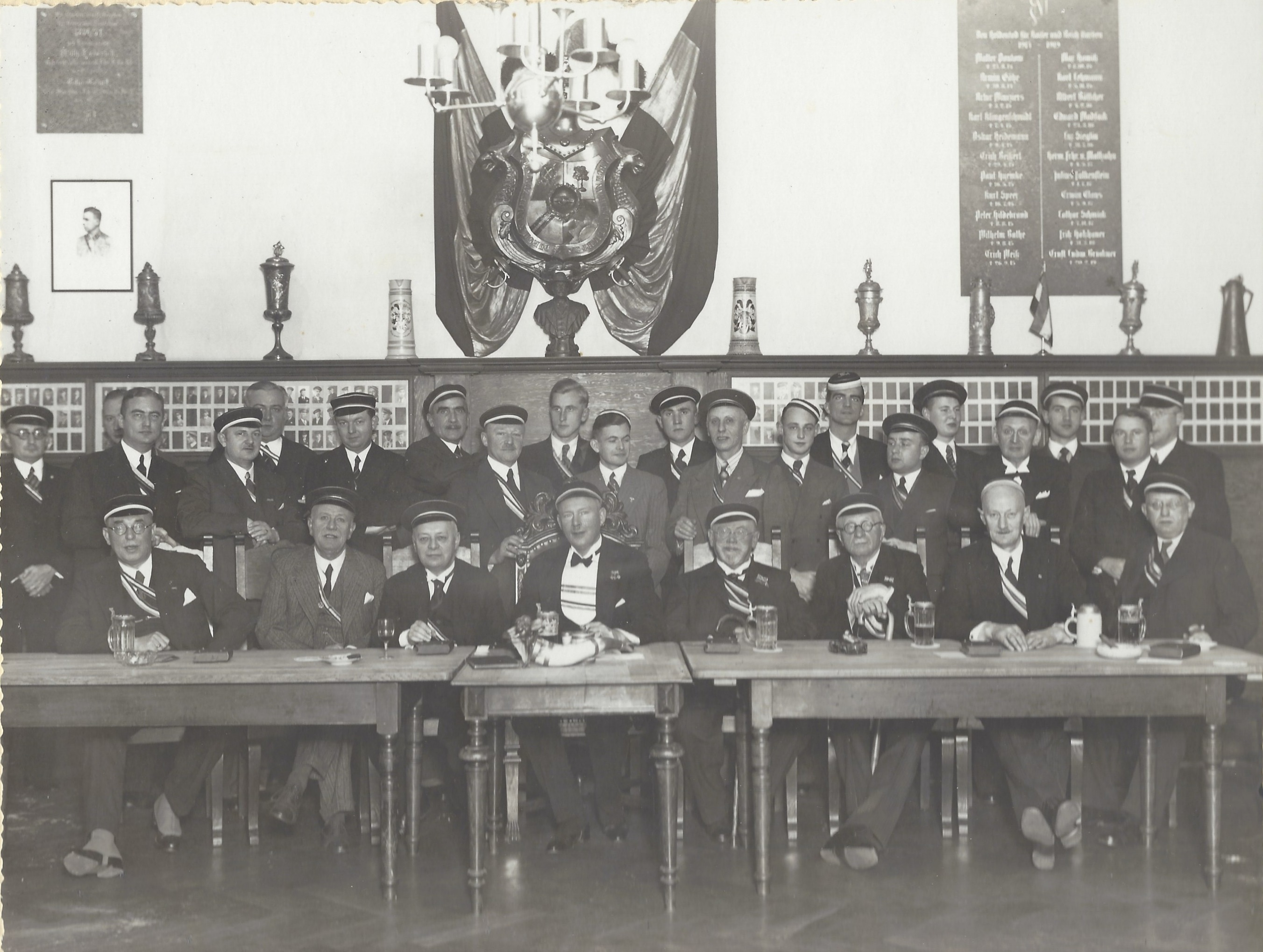
Frankonia Prag und WVaC bei Normannia Berlin; vorn in der Mitte Werner Sporleder (1936)

Nach dem Tag von Potsdam und dem Wahlsieg der Nationalsozialistischen Deutschen Arbeiterpartei bei der Reichstagswahl März 1933 mussten sich die vier Corps in der  Ersten Tschechoslowakischen Republik aus politischen Gründen vom Dachverband Kösener SC-Verband offiziell lösen; denn man befürchtete, dass die Prager Behörden nach der Gleichschaltung gegen sie vorgehen würden. Erst 1919 und 1920 in den KSCV aufgenommen, verließen die beiden Senioren-Convente deshalb im Oktober 1933 den Korporationsverband. 
Kurz nach dem Austritt entsendeten einige reichsdeutsche Corps Zweibändermänner zu den Prager und Brünner Corps, um den Kontakt nicht abreißen zu lassen. Viele waren Mitglieder der NSDAP. Damit  sollte dem Führer des KSCV und VAC Max Blunck gezeigt werden, dass man den Prager SC-Verband weiterhin indirekt kontrollieren könne. Bei Frankonia Prag wurden 1933/34 ein  Starkenburger, ein Göttinger Sachse, ein Würzburger Bayer und zwei Mainländer aktiv. Bei den anderen Corps war es ähnlich. 1934 gründeten die vier Corps in Mähren und Böhmen den Hohen Prager SC-Verband. Nach der Konstitution war er ein Zweckverband der tschechoslowakischen Corps auf „gänzlich unpolitischer Grundlage“. Er bestand aus den vier Corps an der  Deutschen Technischen Hochschule Brünn und der (deutschen)  Karl-Ferdinands-Universität zu Prag. Das waren Frankonia Brünn,  Marchia Brünn, Frankonia Prag und Suevia Prag. Die  Corpsphilisterverbände in Ostrau und Teplitz wurden zur Mitarbeit aufgefordert. Der Verband Alter Corpsstudenten hatte Sitz und Stimme. Die Konstitution mit sechs Teilen und einem Anhang bezog sich auf die Kösener Statuten. 
Die Kongresse sollten vom „präsidierenden Corps“ geleitet werden, in der Reihenfolge Suevia Prag, Marchia Brünn, Frankonia Prag, Frankonia Brünn. Der ordentliche Kongress sollte alljährlich bis spätestens 15. März (vor dem Kösener Congress) stattfinden. Zum ersten kam der HPSCV mit sechs Vertretern am 9. März 1935 zusammen. Beschlossen wurde ein Beitrittsabkommen zum nationalkonservativen Deutschen Turnverband. 
Immerhin überlebten die vier Corps einige Jahre länger als die reichsdeutschen. Sie  suspendierten im März 1939, als die Wehrmacht die Tschecho-Slowakische Republik besetzt hatte. Im Protektorat Böhmen und Mähren hatte der HPSCV seinen Sinn verloren.
Die Konstitution und das Protokoll des 1. Kongresses werden im Kösener Archiv des Instituts für Hochschulkunde in Würzburg verwahrt.